# Il grande sonno (romanzo)
Il grande sonno (The Big Sleep) è un romanzo hardboiled scritto da Raymond Chandler nel 1939. Viene considerato dalla Crime Writers' Association il secondo miglior romanzo giallo di tutti i tempi. Si tratta del romanzo hardboiled per antonomasia ed è il primo della serie in cui indaga il detective Philip Marlowe. Il titolo è riferito alla morte ed è la frase finale dell'opera.

## Trama
L’investigatore privato Philip Marlowe viene convocato a casa del ricco e anziano generale Sternwood, nel mese di ottobre. Sternwood vuole che Marlowe sventi il tentativo di un libraio di nome Arthur Geiger di ricattare la sua giovane figlia Carmen, ricattata in precedenza da un uomo di nome Joe Brody. Sternwood afferma che la sua altra figlia maggiore, Vivian, sia incastrata in un matrimonio senza amore con un uomo di nome Rusty Regan, che è scomparso. Quando Marlowe se ne va, Vivian si chiede se sia stato assunto per trovare Regan, ma Marlowe non lo ammette.
Marlowe si reca alla libreria di Geiger per indagare e lì fa la conoscenza della commessa Agnes. Ha modo di constatare che il negozio è in realtà biblioteca di prestito di materiale pornografico. Segue Geiger a casa, sorveglia la sua casa e vede Carmen entrarci. Più tardi, sente un urlo, seguito da spari e due auto che sfrecciano via. Irrompe dentro e trova Geiger morto e Carmen drogata e nuda, davanti a una telecamera vuota. La porta a casa ma quando torna, il corpo di Geiger è sparito. Se ne va velocemente. Il giorno dopo, la polizia lo chiama e gli fa sapere che l'auto degli Sternwood è stata trovata spinta fuori da un molo, con il loro autista morto all'interno, ma qualcosa non torna: sembra che sia stato colpito alla testa prima che l'auto entrasse in acqua. La polizia chiede anche se Marlowe sta cercando Regan.
Marlowe sorveglia la libreria e vede il suo inventario spostato a casa di Brody. Vivian arriva nel suo ufficio e dice che Carmen è sotto ricatto con le foto di nudo scattate la notte precedente. Menziona anche il gioco d'azzardo al casinò di Eddie Mars e afferma che la moglie di Eddie, Mona, è scappata con Rusty. Marlowe rivisita la casa di Geiger cogliendo Carmen nel tentativo di entrare. Cercano le foto, ma lei fa la scema sulla notte prima. Improvvisamente, entra Eddie e comunica che è il padrone di casa di Geiger e lo sta cercando. Chiede a Marlowe cosa ci faccia lì, senza riuscire a impressionare quest’ultimo che afferma che non è una minaccia per lui.
Marlowe raggiunge poi la casa di Brody e lo trova in compagnia di Agnes, la commessa della libreria. Marlowe dice a Brody che sa che stanno prendendo il controllo della biblioteca e ricattando Carmen con le foto di nudo. Carmen si fa strada con una pistola e chiede le foto, ma Marlowe le prende la pistola e la fa andare via. Marlowe interroga ulteriormente Brody riuscendo a ricostruire la verità: Geiger stava ricattando Carmen; all'autista di famiglia, Owen Taylor, non piaceva e così si intrufolò dentro e uccise Geiger, rubando poi il filmato di Carmen. Anche Brody stava sorvegliando la casa e ha inseguito l'autista, lo ha messo fuori combattimento, rubato il film e forse anche spinto l'auto fuori dal molo. Improvvisamente, suona il campanello e Brody viene ucciso; Marlowe si lancia all’inseguimento e cattura l'amante maschio di Geiger, che ha sparato a Brody pensando di colpire Taylor. È stato lui anche a nascondere il corpo di Geiger, in modo da poter rimuovere le prove del suo coinvolgimento prima che la polizia venisse a sapere dell'omicidio.
Il caso è chiuso, ma Marlowe è tormentato dalla scomparsa di Rusty. La polizia accetta che sia semplicemente scappato con Mona, dal momento che anche lei è scomparsa, e anche perché Eddie non rischierebbe di commettere un omicidio in cui sarebbe l'ovvio sospettato. Mars invita Marlowe al suo casinò e appare completamente disinvolto. C’è anche Vivian lì: Marlowe avverte qualcosa tra lei e Mars. La accompagna a casa e lei cerca di sedurlo, ma lui la rifiuta. Una volta tornato casa, scopre che Carmen si è intrufolata nel suo letto e rifiuta anche lei in maniera molto violenta distruggendo quasi la stanza.
Un uomo di nome Harry Jones, il nuovo amante di Agnes, si avvicina a Marlowe e si offre di dirgli dove si trova Mona. Marlowe ha intenzione di incontrarlo più tardi, ma lo scagnozzo di Eddie Canino è sospettoso delle intenzioni di Agnes e Jones, motivo per il quale lo uccide. Marlowe riesce comunque a incontrare lei, riuscendo a ricevere il posto dove recarsi. L’informazione lo porta a Realito, in un'officina di riparazioni con una casa sul retro, ma Canino – con l'aiuto di Art Huck, l'addetto al garage – lo assale e lo mette KO. Quando Marlowe si sveglia, è legato in una stanza in compagnia di Mona. Gli racconta che non vede Rusty da mesi; si è nascosta solo per aiutare Eddie e insiste sulla sua innocenza nell’omicidio di Rusty. Libera Marlowe per dargli modo di sparare e uccidere Canino.
Il giorno successivo, Marlowe fa visita al generale Sternwood ancora curioso di sapere dove si trovi Rusty al punto da offrire al detective un supplemento di 1000 $ se riesce a localizzarlo. All'uscita, Marlowe restituisce a Carmen la sua pistola e lei gli chiede di insegnarle a sparare. Vanno in un capanno abbandonato, dove lei cerca di ucciderlo, ma lui ha caricato la pistola a salve e si limita a ridere di lei; lo shock provoca a Carmen una crisi epilettica. Marlowe la riporta indietro e dice a Vivian che ha capito tutto: Carmen si è avvicinata a Rusty e lui l'ha respinta, quindi lei lo ha ucciso. Eddie, che aveva guardato le spalle a Geiger, ha aiutato Vivian a nasconderlo sbarazzandosi personalmente del corpo di Rusty, inventando una storia su sua moglie in fuga con Rusty e poi ricattata da lui stesso. Vivian dice che l'ha fatto per nascondere tutto a suo padre, in modo che non disprezzasse le sue stesse figlie, e promette di consegnare Carmen.
Ora che il caso è chiuso, Marlowe va in un bar locale e ordina doppio scotch, uno dopo l’altro. Mentre beve, inizia a pensare a Mona "Silver-Wig" Mars, ma non la vedrà mai più.

## Opere derivate
- 1946 – Il grande sonno (The Big Sleep)
- 1978 – Marlowe indaga (The Big Sleep)

## Edizioni
- Il grande sonno, traduzione di Tarquinio e Clementina Maiorino, Biblioteca moderna, Milano, A. Mondadori, 1948, SBN RAV0074165.
- in  Alberto Tedeschi (a cura di), Philip Marlowe investigatore, traduzione di Ida Omboni, vol. 1 (1934-1943), Collana Omnibus, Milano, A. Mondadori, 1953, SBN CUB0700964.
- Il grande sonno, collana L'avventura, traduzione di Oreste Del Buono, Milano, Feltrinelli, 1987, ISBN 88-07-04016-6.
- in  Stefano Tani (a cura di), Romanzi e racconti 1933-1942, traduzione di Laura Grimaldi e Sergio Altieri, Collana I Meridiani, Milano, Mondadori, 2005, ISBN 88-04-52050-7.
- Il grande sonno, traduzione di Gianni Pannofino, Collana Fabula, n. 352, Milano, Adelphi, 2019, ISBN 978-88-459-3438-4.